# Albert Hoffmann
Albert Hoffmann, född den 24 oktober 1907 i Bremen, död den 26 augusti 1972 i Bremen, var en tysk nazistisk politiker. Han var 1941–1943 ställföreträdande Gauleiter, under Fritz Bracht, i Gau Oberschlesien och 1943–1945 Gauleiter i Gau Westfalen-Süd, även kallat Freikorps Sauerland.